# Морський музей Естонії

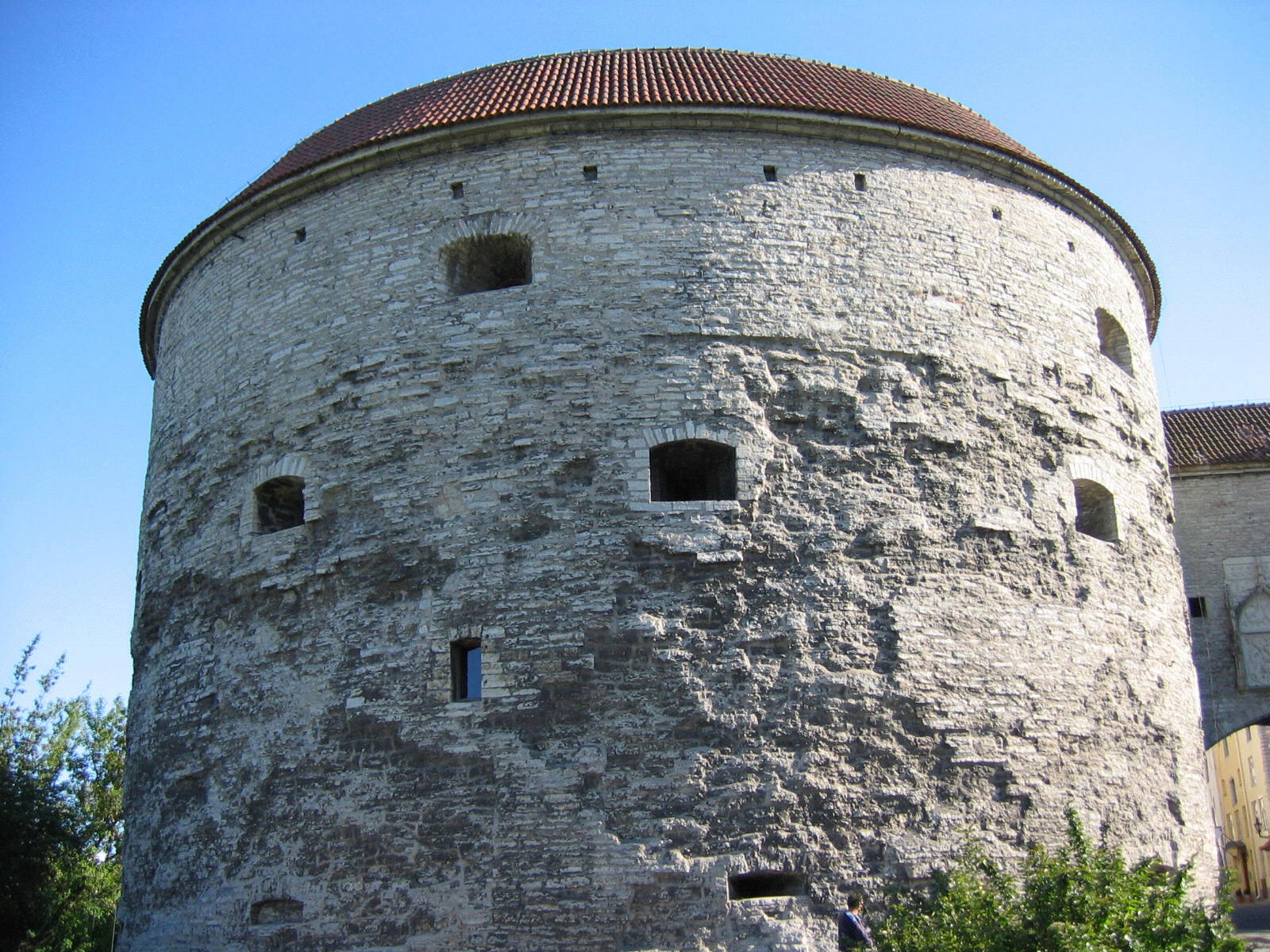
Товста Маргарита.

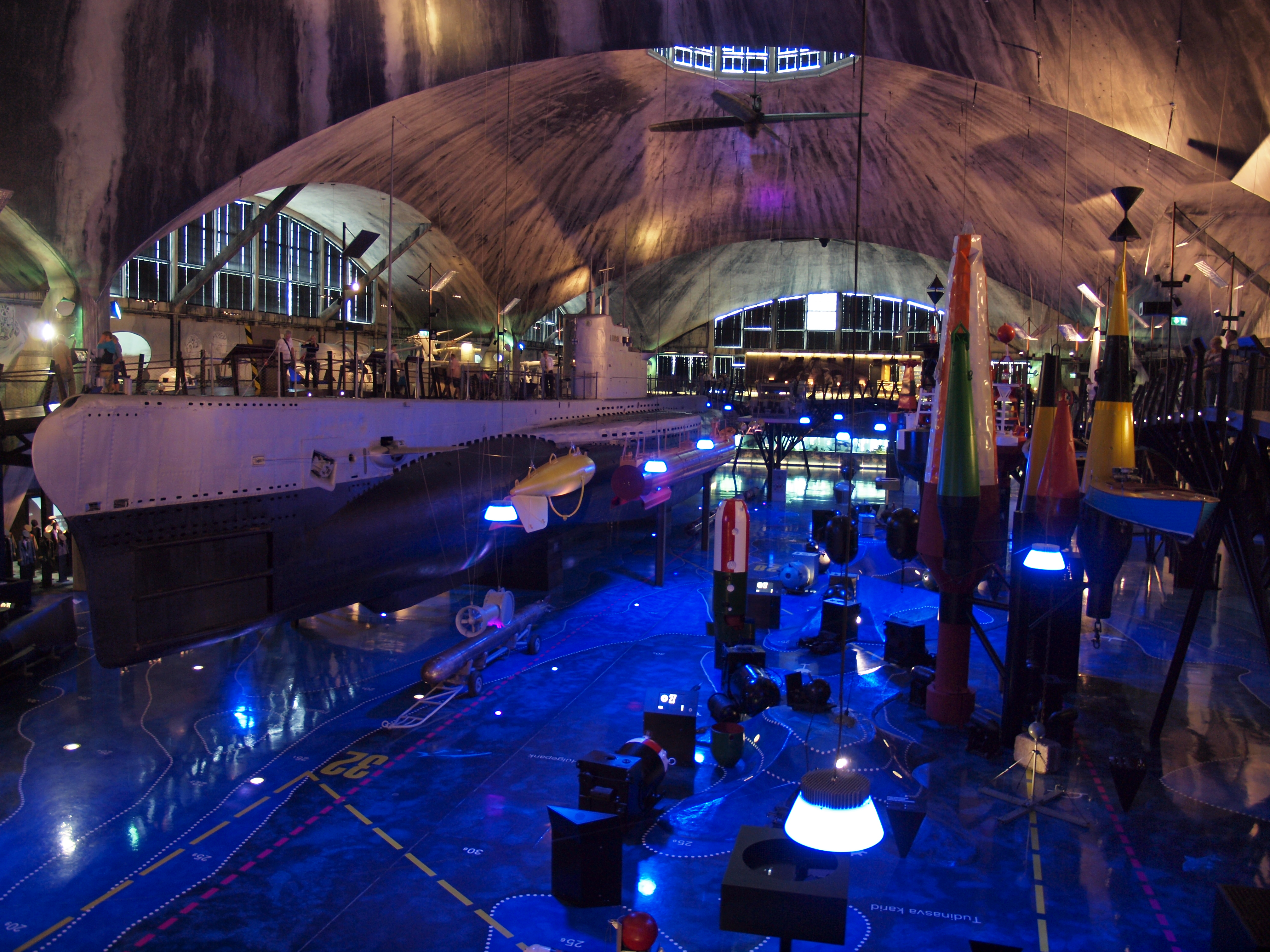
В ангарі Леннусадама.

Морський музей Естонії (ест. Eesti Meremuuseum) заснований в 1935 році і в даний час розташований у вежі «Товста Маргарита», Таллінн. В експозиції музею представлено історію мореплавання, місцевого суднобудування, портового і маякового господарства. У внутрішньому дворі — експозиція просто неба й оглядовий майданчик на Талліннський порт.
Нову виставкову будівлю Морського музею відкрито в Льотній гавані в 2011 р..

## Див. також

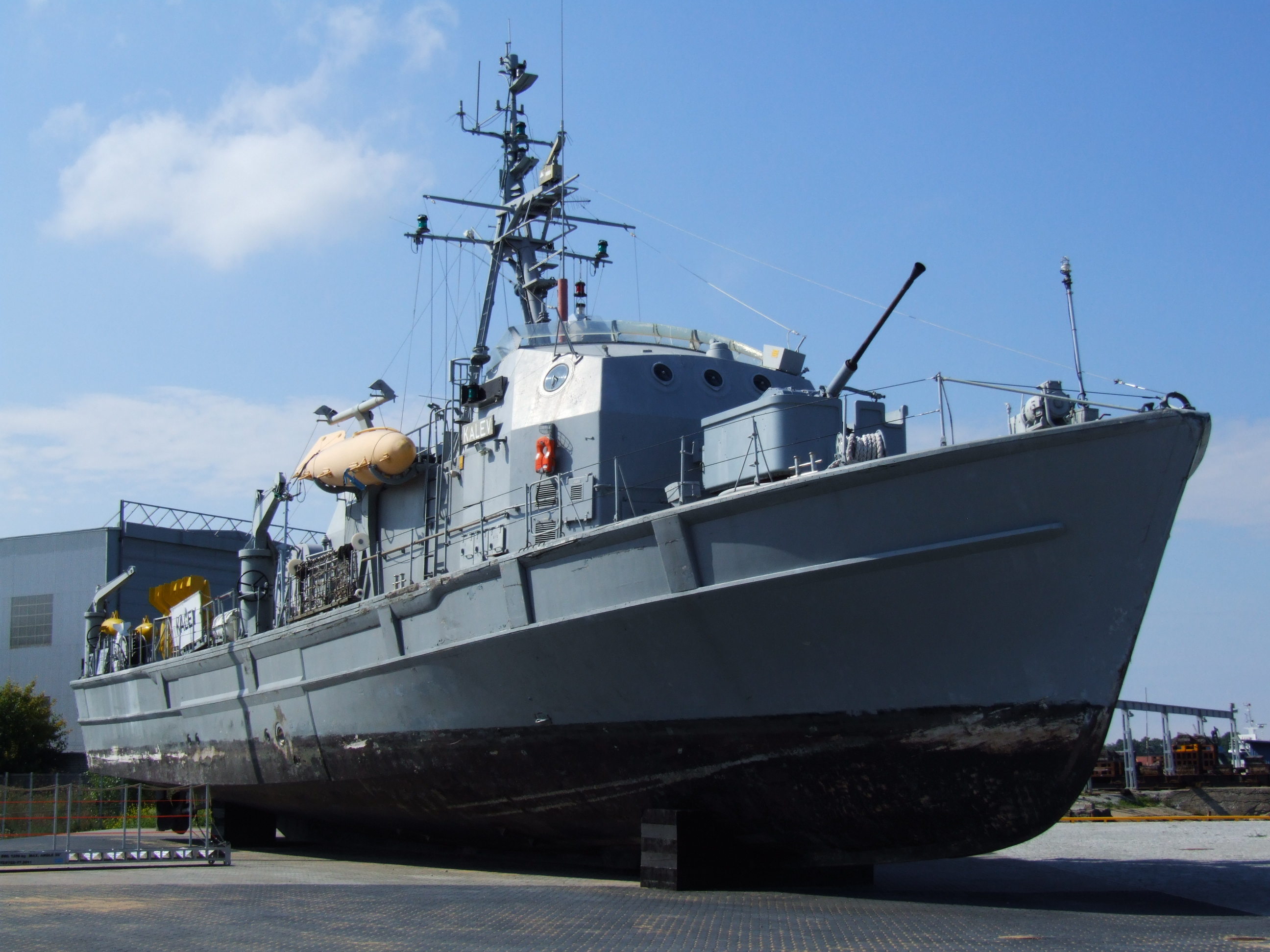
EML M414 Kalev

## Філії музею
Музей мін — розташований в будівлі єдиного збереженого в місті порохового льоху (споруда 1748 р.). В експозиції представлені міни від фортечних до сучасних і представляють міни військових флотів Англії, Німеччини, Росії, Фінляндії, Франції та Естонії.
Історична гідрогавань (Льотна гавань) — експозиція історичних кораблів просто неба. В експозиції представлені наступні кораблі: паровий криголам «Суур-Тилл» (1914 р.), підводний човен «Лембіт» (1936), тральщик «Калєв» (1967), патрульний катер «Гриф» (1976).

## Ресурси Інтернета
- Офіційний сайт музею [Архівовано 7 лютого 2012 у Wayback Machine.]
- Meremuuseumi koduleht [Архівовано 7 лютого 2012 у Wayback Machine.]
- Urmas Tooming: «Meremuuseumi vabaõhuväljapanek võtab ilmet» Postimees, 10. september 2008
- Lembitu vedu Lennusadamasse läheb arvatust kallimaks, 20. mai 2010[недоступне посилання з липня 2019]
- 07. oktoober 2011, Meremuuseumi hakkab kütma meri, tallinnapostimees.ee